# Wegwielrennen op de Paralympische Zomerspelen 2020 - Tijdrit mannen H4
De tijdrit mannen H4 bij het wegwielrennen tijdens de XVIe Paralympische Zomerspelen, vond plaats op de Fuji Speedway een racecircuit in de Japanse prefectuur Shizuoka.

## Uitslag
| #      | renners             | renners | tijd     | tijd      |
| ------ | ------------------- | ------- | -------- | --------- |
| Goud   | Jetze Plat          | NED     | 37:28.92 |           |
| Zilver | Thomas Frühwirth    | AUT     | 38:30.61 | +1:01.69  |
| Brons  | Alexander Gritsch   | AUT     | 39:58.93 | +2:30.01  |
| 4      | Rafał Wilk          | POL     | 40:09.78 | +2:40.86  |
| 5      | Tom Davis           | USA     | 41:14.12 | +3:45.20  |
| 6      | Grant Allen         | AUS     | 41:21.94 | +3:53.02  |
| 7      | Krystian Giera      | POL     | 42:10.59 | +4:41.67  |
| 8      | Bernd Jeffré        | GER     | 43:53.61 | +6:24.69  |
| 9      | Jonas van de Steene | BEL     | 44:07.03 | +6:38.11  |
| 10     | Kim Christiansen    | DEN     | 45:19.19 | +7:50.27  |
| 11     | Yeokeun Yoon        | KOR     | 50:13.05 | +12:44.13 |
| 12     | Fabian Recher       | SUI     | DNF      | DNF       |